# Augusto Alves Pinto
Augusto Alves Pinto (Patos de Minas, 6 de janeiro de 1931 — Cuiabá, 7 de janeiro de 2014)  foi um empresário, escritor e compositor  brasileiro, proprietário do grupo Nova Era. Compôs algumas músicas como "O Doutor e a Empregada", teve parceiros como Tião Carreiro & Pardinho, Goiá, Nonô Basílio e teve suas músicas interpretadas por artistas como Trio Parada Dura, Victor & Leo, Edson & Hudson, Sérgio Reis, Mococa & Paraíso, Silveira & Barrinha, João Mulato & Douradinho e Cristiano Araújo. 

## Carreira
Foi um dos jurados no programa de calouros Chora Viola, na TV Record do Mato Grosso, onde havia a seleção de cantores sertanejos.  seus parceiros Lourival dos Santos e Tião Carreiro compuseram a musica "Mineiro do Pé Quente", do álbum Moda de Viola Classe A Volume 4, em sua homenagem. Algumas de suas composições foram "Decote do Tempo", "O Doutor e a Empregada", "Amor Graúdo", "Encontro Fatal", "Filosofia de Poeta", "Chão Abençoado", "Você Pra Lá e Eu Pra Cá" e "Boiadeiro Frustrado". Augusto tem poesias ainda não publicadas, que escreveu com seus parceiros: Lourival dos Santos, Milionário & José Rico, Nonô Basílio e Tião Carreiro & Pardinho.

## Empresa e premiações
Fundou a Nova Era em 1976, o primeiro transporte público via ônibus de linha em Mato Grosso, foi a maior empresa no estado por 40 anos, quando fechou as portas em 2006. Ganhou o troféu Centro Geodésico da América do Sul, prêmios de melhor empresa pelos governadores dos anos de: 1983, 1984, 1985, 1986, 1995, 1996, 1997, 1998, 1999, 2000, 2001 e 2002. Recebeu o título de cidadão mato-grossense no ano de 1993 pela Assembleia Legislativa de Mato Grosso em mérito dos serviços prestados ao estado.

## "Em Tempo de Nova Era"
Produzido por Globo Gravações Ltda. Interpretações de Belmiro & Flor da Serra. Tião Carreiro foi diretor artístico do disco com a parceria de Nonô Basílio e Lourival dos Santos.O título faz referência a empresa qual era proprietário.